# Ahmad Shah Ahmadzai
Ahmad Shah Ahmadzai (en pachto : احمد شاه احمدزی ; né le 30 mars 1944 et mort le 17 octobre 2021) est un homme politique afghan. 
Il est le Premier ministre de l'Afghanistan de 1995 à 1996. Il appartient à l'ethnie pachtoune de la sous-tribu Ahmadzai.

## Biographie
Ahmad Shah Ahmadzai est né à Malang, un village du district de Khaki Jabbar de la province de Kaboul. Il a étudié l'ingénierie à l'université de Kaboul, puis a travaillé au ministère de l'Agriculture. En 1972, il reçoit une bourse pour étudier aux États-Unis, à l'université d'État du Colorado. Il a obtenu une maîtrise en 1975 et est devenu professeur à l'université du roi Fayçal en Arabie saoudite. 
À la suite du coup d'État communiste de 1978, Ahmadzai est retourné en Afghanistan pour rejoindre les moudjahidines. Il était un proche collaborateur de Burhanuddin Rabbani, étant député de son parti Jamiat-e Islami, mais a ensuite quitté et rejoint le parti de l'Organisation islamique Dawah d'Afghanistan d' Abdul Rasul Sayyaf en 1992, l'année de la fin du régime communiste. Il a servi comme ministre dans le gouvernement afghan post-communiste, diversement comme ministre de l'Intérieur, de la Construction et de l'Éducation, et est devenu plus tard Premier ministre entre 1995 et 1996, bien qu'il ait minimisé l'importance de ces postes étant donné le chaos dû aux combats à ce moment-là. 
Ahmadzai a quitté l'Afghanistan en 1996 après que le gouvernement eut fui l'avancée des talibans. Il a vécu en exil à Istanbul et à Londres, avant de retourner en Afghanistan en 2001 après la chute des talibans Il était un candidat indépendant à l' élection présidentielle afghane de 2004 soutenant un système de gouvernement islamique. Il a obtenu 0,8 % du total des votes comptés. 